# Wouter Vrancken
Wouter Vrancken (Sint-Truiden, Bélgica, 3 de febrero de 1979) es un exjugador y entrenador de fútbol belga. Actualmente dirige al Sint-Truidense.

## Carrera como jugador
Vrancken comenzó su carrera como jugador cuando era joven en clubes de divisiones inferiores, comenzando en FC Oud Groot Gelmen, progresando a través de Concordia Duras, Sporting Aalst-Brustem y KSK Tongeren antes de terminar en la máxima categoría belga con el club local Sint-Truidense. Durante la preparación para la temporada 1997-98, pasó de la configuración juvenil al primer equipo a la edad de 18 años.
Vrancken debutó profesionalmente el 13 de septiembre de 1997 en Primera División ante RWDM. Inicialmente combinó el fútbol con estudiar una licenciatura en educación física, pero pronto el entrenador de STVV, Poll Peters, lo instó a dejar sus estudios y concentrarse en su carrera futbolística. Después de su primera temporada en la Pro League belga, Vrancken estaba atrayendo el interés del Genk, pero STVV no cumplió con el trato.
Después de ocho temporadas en el Stayen, Vrancken se mudó al Gent, formando una buena asociación en el mediocampo con Mbark Boussoufa durante una temporada juntos, antes de que ambos aseguraran transferencias a otro lugar: Boussoufa al Anderlecht, Vrancken al Genk, quienes finalmente cumplieron su interés anterior. Vrancken se convirtió inmediatamente en subcampeón nacional en su primera temporada con Genk, 2006-07, terminando subcampeón cinco puntos detrás de los campeones Anderlecht.
Después de haber disfrutado de dos temporadas en Limburg, Vrancken se mudó al Mechelen en agosto de 2008 y firmó un contrato por cuatro años. Un año y medio más tarde, se mudó al Kortrijk entrenado por Georges Leekens durante el mercado invernal de la temporada 2009-10 en un intercambio de jugadores, con Tom Soetaers yendo en la dirección opuesta. No obstante, en 2010, Vrancken se vio obligado a retirarse del fútbol debido a una lesión persistente en la cadera y osteoartritis a la edad de 31 años por consejo del entonces entrenador de KVK, Hein Vanhaezebrouck. Finalmente, rescindió su contrato con Kortrijk en octubre de 2010, apenas nueve meses después de mudarse del Mechelen.

## Carrera como entrenador
Después de siete años como entrenador en las divisiones inferiores, comenzando con roles de medio tiempo en la cuarta división en RDK Gravelo y Overpelt VV mientras trabajaba en contabilidad, Vrancken tuvo un período de un año de regreso en la máxima categoría como asistente de Glen De Boeck en Kortrijk para la temporada 2017-18.
Vrancken se hizo cargo del Mechelen, recientemente relegado, en el verano de 2018, guiando al club de regreso a la Pro League belga en el primer intento, ganando la División 1 y la Copa de Bélgica 2018-19, venciendo al Gent 2-1 en la final. Sin embargo, debido a las investigaciones de amaño de partidos de la temporada en que Mechelen descendió, antes de la contratación de Vrancken, el club no pudo defender la Copa ni jugar en la UEFA Europa League 2019-20.
Vrancken llevó a Mechelen a resultados entre los ocho primeros durante las próximas tres temporadas, la más alta fue la sexta en la temporada restringida 2019-20, pero sintiendo que el equipo no era lo suficientemente ambicioso como para comenzar a competir más alto en la tabla, partió hacia el Genk en el verano de 2022.Luego de dos temporadas, presentó su renuncia al cargo en mayo de 2024.
El 4 de junio de 2024, fue oficializado como entrenador del KAA Gent.En enero de 2025, la directiva del club anunció su salida del cargo a fin de "optimizar el rendimiento deportivo" del equipo.
En abril de 2025, asumió al frente del Sint-Truidense con la misión de salvar al club del descenso.

## Clubes

### Como jugador
| Club           | País    | Año       |
| -------------- | ------- | --------- |
| Sint-Truidense | Bélgica | 1999-2004 |
| K. A. A. Gante | Bélgica | 2004-2006 |
| KRC Genk       | Bélgica | 2006-2008 |
| KV Mechelen    | Bélgica | 2009-2010 |
| KV Kortrijk    | Bélgica | 2010      |

### Como entrenador
| Club           | País    | Año           |
| -------------- | ------- | ------------- |
| RDK Gravelo    | Bélgica | 2009-2011     |
| Overpelt VV    | Bélgica | 2011-2013     |
| Thes Sport     | Bélgica | 2014-2017     |
| Lommel SK      | Bélgica | 2017          |
| KV Mechelen    | Bélgica | 2018-2022     |
| KRC Genk       | Bélgica | 2022-2024     |
| KAA Gent       | Bélgica | 2024-2025     |
| Sint-Truidense | Bélgica | 2025-presente |

## Palmarés

### Como entrenador

#### Campeonatos nacionales
| Título          | Club        | País    | Año     |
| --------------- | ----------- | ------- | ------- |
| Copa de Bélgica | KV Mechelen | Bélgica | 2018-19 |